# Lowell (Arkansas)
Lowell is een plaats (city) in de Amerikaanse staat Arkansas, en valt bestuurlijk gezien onder Benton County.

## Demografie
Bij de volkstelling in 2000 werd het aantal inwoners vastgesteld op 5013.
In 2006 is het aantal inwoners door het United States Census Bureau geschat op 7050, een stijging van 2037 (40,6%).

## Geografie
Volgens het United States Census Bureau beslaat de plaats een oppervlakte van
16,2 km², geheel bestaande uit land.

## Plaatsen in de nabije omgeving
De onderstaande figuur toont nabijgelegen plaatsen in een straal van 16 km rond Lowell.